# Tipula (Trichotipula) malkini
Tipula (Trichotipula) malkini is een tweevleugelige uit de familie langpootmuggen (Tipulidae). De soort komt voor in het Nearctisch gebied.